# TEI-PD170
Le TEI-PD170 est un moteur aéronautique conçu par Tusaş Engine Industries (TEI) à partir de 2013, sous la présidence des industries de défense turques.
Le but est de développer le premier moteur d'aviation national pour équiper les drones de combats de classe MALE (Medium Altitude Long Endurance) et les avions légers (MTOW - Maximum Take-Off-Weight inférieur à 1 200 kg). Il est conçu pour répondre aux besoins de la plate-forme drone MALE TAI Anka.

## Histoire
Après 8 000 heures d'activités d'étalonnage et de tests, il atteint le stade de la production en série et réalise son premier vol avec la plateforme TAI Anka le 27 décembre 2018. Les vols se poursuivent avec le drone TAI Aksungur en 2019. Le moteur atteint un vol ininterrompu de 35 h avec le drone Aksungur,,,.

## Caractéristiques techniques

### Description
Le TEI-PD170 est un moteur à pistons, 4 cylindres en ligne turbocompressé. Sa dimension, sa masse réduite de 162 kg à vide et sa puissance de 162 ch sont considérées comme un équilibre entre performance et encombrement réduit. Adapté pour fonctionner avec du JP-8 ou du Jet-A1, il est polyvalent et compatible avec différentes applications aéronautiques.
La suralimentation est assurée par un turbocompresseur à deux étages, garantissant des performances élevées à haute altitude (≈14 000 m). Le rôle du turbocompresseur étant d'optimiser la puissance du moteur et compenser la diminution de la pression atmosphérique. Ainsi, le moteur TEI-PD170 développe une puissance de 174 ch jusqu'à 6 100 m d'altitude.

### Spécifications techniques
- Cylindrée : 2,1 litres
- Architecture : 4 cylindres en ligne
- Alimentation carburant : common rail
- Suralimentation : turbocompresseur à deux étages
- Puissance : 174 ch
- Masse à sec : 162 kg
- Type de refroidissement : liquide de refroidissement
- Culasse : alliage d'aluminium
- Carburant : JP-8 ou Jet-A1
- Consommation carburant : 207 g/kWh /  33,12 l / h
- Altitude critique : 20 000 pieds / 6096 m
- Altitude maximale : 13716 m / 45 000 Pieds
- Gestion moteur : FADEC (Full Authority Digital Engine Control)

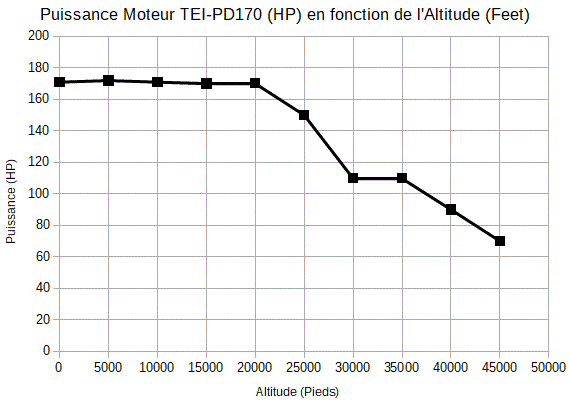
Puissance (HP) en fonction de l'altitude (pieds)

### Évolution de la puissance (HP) en fonction de l'altitude (pieds)
| Altitude (Pieds) | 0   | 5000 | 10000 | 15000 | 20000 | 25000 | 30000 | 35000 | 40000 | 45000 |
| Puissance (HP)   | 171 | 172  | 171   | 170   | 170   | 150   | 110   | 110   | 90    | 70    |

## Utilisations
Dans le parcours de la formation de ses pilotes, la compagnie aérienne Turkish Airlines a recours habituellement aux avions de la gamme Cessna 172, Diamond DA40 et Diamond DA42. TAI et Tusaş Engine Industries signent en mai 2023 un contrat avec Turkish Airlines pour la conception et la fabrication de leur futur avion d'entraînement. Dans le cadre de cette collaboration, TAI assume la responsabilité de la construction des avions, tandis que TEI se concentre sur la fabrication des moteurs. Lors de la première phase, l'acquisition de 20 avions est prévue. Les livraisons doivent être réalisées en 2026 et 2027. Un consensus est atteint au sein de TAFA (Turkish Airlines Flight Academy), indiquant que la production d'un avion d'entraînement monomoteur à piston répondant aux exigences de formation devrait être réalisée par TAI.   
Turkish Aerospace Industries (TAI) et Tusaş Engine Industries signent un contrat en novembre 2019 pour la fourniture de 40 moteurs TEI PD170. Le premier est livré à TAI le 27 décembre 2019,.   
Les diverses plateformes qui intègrent le TEI-PD170 sont :
- TAI Anka
- TAI Aksungur
- Bayraktar TB2
- Bayraktar TB3

## Coûts d'exploitation
Tusaş Engine Industries assure la responsabilité des entretiens intermédiaires périodiques, incluant l'entretien de l'alternateur, du réducteur d'hélice et du moteur, tout au long de la durée de vie du moteur. Le motoriste annonce un temps moyen entre deux révisions (acronyme MTBO en anglais) de 3 600 heures. Cette indication correspond à une fiabilité élevée par rapport aux moteurs de la même classe, généralement située en dessous de 2 000 heures. Cette fiabilité contribue directement à la réduction des coûts d'exploitation, offrant aux exploitants une solution rentable et économiquement viable.
L'importance d'opter pour un moteur à faible coût d'exploitation est incontestable, notamment en raison des coûts significatifs associés aux moteurs à pistons en termes d'exploitation et de maintenance. Dans le contexte des vols en avion de tourisme conventionnel, le coût de carburant s'élève généralement de 80 à 120 € par heure de vol, auxquels s'ajoutent les dépenses liées à la maintenance, totalisant ainsi entre 150 à 180 € l'heure de vol,.

## Concurrents
|                       | TEI-PD170                             | CONTINENTAL CD-170 (en)               | AUSTRO AE300 (en)                     | DIESEL JET TDA CR 2.0 (en)            | LYCOMING DEL-120 (en)                 | SMA SR305-230 (en)                    |
| Puissance (ch)        | 174                                   | 170                                   | 170                                   | 193                                   | 205                                   | 230                                   |
| Architecture          | Moteur à pistons 4 cylindres en ligne | Moteur à pistons 4 cylindres en ligne | Moteur à pistons 4 cylindres en ligne | Moteur à pistons 4 cylindres en ligne | Moteur à pistons 4 cylindres en ligne | Moteur à pistons 4 cylindres en ligne |
| Cylindrée (cm3)       | 2 100                                 | 1 991                                 | 1 991                                 | 1 955                                 | 1 910                                 | 4 988                                 |
| Suralimentation       | Turbocompresseur                      | Turbocompresseur                      | Turbocompresseur                      | Turbocompresseur                      | Turbocompresseur                      | Turbocompresseur                      |
| Refroidissement       | Liquide de refroidissement            | Liquide de refroidissement            | Liquide de refroidissement            | Liquide de refroidissement            | Air                                   | Air                                   |
| Carburants            | JP-8 et Jet-A1                        | Diesel, JET-A et JET-A1               | Diesel, JET-A et JET-A1               | Diesel, JP-8 et JET-A1                | F-24, JP-8, JET-A et JET-A1           | JP-8, JET-A et JET-A1                 |
| Masse à sec (kg)      | 162                                   | 156                                   | 186                                   | 219                                   | 163                                   | 195                                   |
| Altitude maximale (m) | 13 716                                | 5486                                  | 5486                                  | 10668                                 | 10668                                 | 3 810                                 |
| TBO (h)               | 3 600                                 |                                       | 1 800                                 | 2 000                                 | 2 000                                 | 2 400                                 |
| TBR (h)               |                                       | 1 800                                 |                                       |                                       |                                       |                                       |
| Mise en service       | 01-01-2019                            | 22-07-2020                            | 28-01-2009                            | 08-03-2016                            | 01-06-2013                            | 20-04-2001                            |